# Председник Азербејџана
Председник Републике Азербејџан према Уставу те земље, представља врховни орган власти Азербејџана. Главна дужност председника је да представља државу у иностранству, да управља спољним политичким активностима, да обавља преговоре и закључује међународне уговоре у име Азербејџана. Председник уједно обавља и функцију главнокомандујућег оружаних снага Азербејџана.
Бира се директно на изборима, на петогодишњи мандат са могућношћу реизбора на нови мандат.

## ПредседнициАзербејџана(од 1991.)
| # | Име                  | Фотографија | Почетак мандата   | Крај мандата       | Политичка партија (у време инаугурације) |
| - | -------------------- | ----------- | ----------------- | ------------------ | ---------------------------------------- |
| 1 | Ајаз Муталибов       |             | 30. август 1991.  | 6. март 1992.      | Независни кандидат                       |
| — | Јагуб Мамедов (в.д.) |             | 6. март 1992.     | 14. мај 1992.      | Независни кандидат                       |
| — | Ајаз Муталибов       |             | 14. мај 1992.     | 18. мај 1992.      | Независни кандидат                       |
| — | Иса Гамбаров (в.д.)  |             | 19. мај 1992.     | 16. јун 1992.      | Народни фронт Азербејџана                |
| 2 | Абуљфаз Елчибеј      |             | 16. јун 1992.     | 1. септембар 1993. | Народни фронт Азербејџана                |
| 3 | Хејдар Алијев        |             | 3. октобар 1993.  | 31. октобар 2003.  | Нови Азербејџан                          |
| 4 | Илхам Алијев         |             | 31. октобар 2003. | Актуелно           | Нови Азербејџан                          |

## Последњи избори
| Азербејџански председнички избори 2024. | Азербејџански председнички избори 2024. | Азербејџански председнички избори 2024. | Азербејџански председнички избори 2024. | Азербејџански председнички избори 2024. |
| Политичка партија                       | Политичка партија                       | Кандидат                                | Гласови                                 | Проценат                                |
| --------------------------------------- | --------------------------------------- | --------------------------------------- | --------------------------------------- | --------------------------------------- |
|                                         | Нови Азербејџан                         | Илхам Алијев                            | 4.567.458                               | 92,12%                                  |
|                                         | Независни кандидат                      | Захид Оруј                              | 107.632                                 | 2,17%                                   |
|                                         | Партија Реда                            | Фазил Мустафајев                        | 98.421                                  | 1,99%                                   |
|                                         | Све Азерски Национални Фронт            | Гудрат Хасангулијев                     | 85.411                                  | 1,72%                                   |
|                                         | Партија националног фронта              | Рази Нурулајев                          | 39.643                                  | 0,80%                                   |
|                                         | Велика азерска партија                  | Елсад Мусајев                           | 32.885                                  | 0,66%                                   |
|                                         | Независни кандидат                      | Фуад Алијев                             | 26.517                                  | 0,53%                                   |
| Укупно                                  | Укупно                                  | Укупно                                  | 4.957.967                               | 100,00%                                 |
| Неисправних листића                     | Неисправних листића                     | Неисправних листића                     | 9.828                                   | 0,20%                                   |
| Укупно гласача                          | Укупно гласача                          | Укупно гласача                          | 4.967.795                               | 100,00%                                 |
| Излазност гласача                       | Излазност гласача                       | Излазност гласача                       | 76,26%                                  | 76,26%                                  |